# The Franz Kafka Videogame
The Franz Kafka Videogame est un jeu vidéo d'aventure et de réflexion développé par Denis Galanin (mif2000) et édité par Daedalic Entertainment, sorti en 2017 sur Windows et iOS.
Il s'inspire de l'œuvre de Franz Kafka.

## Accueil
- Canard PC : 5/10[1]